# Талово (Омская область)
Та́лово — упразднённая деревня в Шербакульском районе Омской области. Входила в состав Кутузовского сельского поселения. Исключена из учётных данных в 2008 г.

## История
Основана в 1912 году. В 1928 г. село Таловая состояло из 72 хозяйств. Центр Таловского сельсовета Борисовского района Омского округа Сибирского края.

## Население
По переписи 1926 г. в селе проживало 374 человека (187 мужчин и 187 женщин), основное население — украинцы. Согласно результатам переписи 2002 года, в деревне проживало 92 человека, из которых русские составляли 39% населения, казахи — 30% .